# Austur-Húnavatnssýsla

Austur-Húnavatnssýsla est un comté islandais, situé dans la région de Norðurland vestra. Ce comté a une superficie de 4 920 km2.

Localisation de Austur-Húnavatnssýsla

## Municipalités
Le comté est situé dans la circonscription Norðvesturkjördæmi et comprend les municipalités suivantes :
- Húnavatnshreppur
  - (Áshreppur)
  - (Sveinsstaðahreppur)
  - (Torfalækjarhreppur)
  - (Svínavatnshreppur)
  - (Bólstaðarhlíðarhreppur)
- Blönduós
  - (Engihlíðarhreppur)
- Skagaströnd
- Skagabyggð
  - (Vindhælishreppur)
  - (Skagahreppur)